# Pierre Clémenti (acteur)
Pour les articles homonymes, voir Pierre Clémenti.
Pierre Clémenti est un acteur et réalisateur français né le 28 septembre 1942 dans le 14e arrondissement de Paris où il est mort le 27 décembre 1999. Acteur marquant du cinéma d'auteur des années 1960 et 1970, il joue dans des films majeurs comme Le Guépard de Luchino Visconti, Belle de jour de Luis Buñuel et Le Conformiste de Bernardo Bertolucci. À partir de 1967, il commence en parallèle une carrière de réalisateur de films courts à caractère expérimental. Il a également travaillé comme acteur au théâtre, notamment dans la troupe Marc'O.

## Biographie
Pierre Clémenti perd son père au cours de la guerre de 1939-1945. Celui-ci ne l'a pas reconnu et Pierre portera donc le patronyme de sa mère, d'origine corse. Elle l'élève seule avec son demi-frère aîné de deux ans, Maurice. Ils vivent dans un petit appartement de la rue Saint-Placide. D'abord concierge, elle confectionne ensuite des chapeaux pour une maison de mode de la place Vendôme. Comme elle rentre tard, elle part souvent chercher ses fils qui traînent dans les rues de Saint-Germain-des-Prés.
Alors qu'il a douze ans, elle décide de mettre Pierre et son demi-frère aîné en pension à l'école Théophile-Roussel à Montesson. Il en ressort deux ans après avec le certificat d'études primaires. Il devient télégraphiste, mais est remercié au bout de six mois par l'administration des Postes et Télécommunications au motif qu'il a les cheveux trop longs.
Il devient alors chasseur[Quoi ?] à l'Hôtel Américain, rue Littré à Paris, dont il est également renvoyé à cause de ses cheveux jugés trop longs. De son côté, sa mère abandonne son métier dans la confection pour devenir caissière à la Cité universitaire, rue Férou.
Davantage intéressé par le théâtre et le cinéma que par ses emplois alimentaires, Pierre Clémenti suit alors les cours du Théâtre d'art dramatique de Charles Dullin au Théâtre du Vieux-Colombier et le conservatoire de la rue Blanche.
Il travaille ensuite avec plusieurs réalisateurs français, notamment Michel Deville, Philippe Garrel ou Jacques Rivette, et étrangers : Luchino Visconti, Luis Buñuel, Bernardo Bertolucci, Pier Paolo Pasolini, Glauber Rocha...
Il est marié avec l'actrice Margareth Le Van (née en 1948) dont il a un enfant, Balthazar, né en juillet 1965 ; Marie-Laure de Noailles en est la marraine et le manadier  Jean Lafont son parrain .
Divorcé, Pierre Clémenti se remarie plus tard avec Nadine Hermand : Valentin naît de cette union.
Il meurt le 27 décembre 1999, à l'âge de 57 ans, des suites d'un cancer du foie. Sa tombe se trouve au cimetière du village de Soucy, dans l'Yonne.
Une rétrospective a lieu en 2019 lors du festival Toute la mémoire du monde à Paris, au Reflet Médicis et à la Cinémathèque française, vingt ans après sa disparition.

### Faits divers
En juin 1971, soupçonné de détention et de consommation de drogue, il est arrêté à Rome. Il passe 17 mois en prison avant d'être relâché pour insuffisance de preuves. Après sa libération, il publie un livre, en 1973, Quelques messages personnels, réquisitoire contre la justice et les conditions d'emprisonnement, mais aussi témoignage qui retrace les épisodes essentiels de son expérience artistique. Il est également l'auteur d'une pièce de théâtre, Chronique d'une mort retardée, de poèmes et d'un oratorio, Le Deuxième Monde.

## Filmographie

### Réalisateur
- 1967 : Visa de censure no X
- 1968 : La Révolution, ce n’est qu’un début, continuons le combat ...
- 1968 : Livret de famille
- 1968 : Souvenirs , souvenirs…
- 1968 : Carte de vœux
- 1969 : Positano
- 1970 : Esméralda
- 1971 : L'Ange et le Démon
- 1978 : La Deuxième Femme
- 1979 : New Old
- 1981 : Check point Charlie
- 1985 : À l'ombre de la canaille bleue
- 1989 : Soleil

### Acteur de cinéma
- 1960 : Chien de pique d'Yves Allégret
- 1961 : Adorable Menteuse de Michel Deville
- 1961 : DO 21 Rue Blanche à Paris de Quinto Albicoco & Claude - Yvon Leduc
- 1962 : Le Guépard (Il Gattopardo) de Luchino Visconti
- 1964 : Cent Briques et des tuiles de Pierre Grimblat
- 1964 : Les Îles enchantées (As Ilhas Encantadas) de Carlos Vilardebó
- 1966 : Brigade antigangs de Bernard Borderie
- 1966 : Belle de jour de Luis Buñuel
- 1966 : Un homme de trop, de Costa-Gavras
- 1966 : L'Homme qui rit (L'uomo che ride) de Sergio Corbucci
- 1966 : Homeo, court-métrage d'Étienne O'Leary
- 1967 : Lamiel de Jean Aurel
- 1967 : Pop Game de Francis Leroi
- 1967 : Les Idoles de Marc'O
- 1967 : Benjamin ou les Mémoires d'un puceau de Michel Deville
- 1967 : Le Désordre à vingt ans de Jacques Baratier (documentaire)
- 1968 : Et si on faisait l'amour ? (Scusi, facciamo l'amore?) de Vittorio Caprioli
- 1968 : Partner de Bernardo Bertolucci
- 1968 : Les Roses de Tourlaville de Jean-Paul Bourdeaudrucq
- 1968 : La sua giornata di gloria d'Edoardo Bruno
- 1968 : Roue de cendres (Wheel of Ashes) de Peter Emanuel Goldman
- 1969 : La Voie lactée de Luis Buñuel
- 1969 : Le Lit de la Vierge de Philippe Garrel
- 1969 : Porcherie (Porcile) de Pier Paolo Pasolini
- 1969 : Antenna (nl) d'Adriaan Ditvoorst
- 1969 : Le Conformiste (Il conformista) de Bernardo Bertolucci
- 1970 : Necropolis de Franco Brocani
- 1970 : Les Cannibales (I cannibali) de Liliana Cavani
- 1970 : Têtes coupées (Cabezas cortadas) de Glauber Rocha
- 1970 : Renaissance d'Yvan Lagrange
- 1970 : La Leçon de choses d'Yvan Lagrange
- 1970 : Le Matin d'Yvan Lagrange
- 1970 : Nini Tirebouchon (Nini Tirabuscio, la donna che invento la mossa) de Marcello Fondato
- 1970 : Jupiter de Jean-Pierre Prévost
- 1970 : La Pacifista de Miklós Jancsó
- 1970 : La Cicatrice intérieure de Philippe Garrel
- 1971 : La Famille d'Yvan Lagrange
- 1971 : La Passion d'Yvan Lagrange
- 1971 : La Victime désignée (La vittima designata) de Maurizio Lucidi
- 1972 : Crush Proof de François De Menil
- 1973 : L'Ironie du sort d'Édouard Molinaro
- 1973 : Jennifer Pierre Bertrand-Jaume
- 1973 : Ketchup de Richard Johnson
- 1973 : Le Loup des steppes (Steppenwolf) de Fred Haines
- 1973 : Sweet Movie de Dušan Makavejev
- 1974 : De quoi s'agit-il? de Jean-Pierre Léaud et Michel Varésano
- 1975 : Le fils d'Amr est mort de Jean-Jacques Andrien
- 1975 : Le Berceau de cristal de Philippe Garrel
- 1976 : L'Affiche rouge de Frank Cassenti
- 1976 : Les Apprentis Sorciers d'Edgardo Cozarinsky
- 1977 : Zoo zéro d'Alain Fleischer
- 1977 : La Chanson de Roland de Frank Cassenti
- 1977 : Le Manque de Robert Dionoux
- 1977 : Autoportrait d'un schizophrène d'Éric Duvivier
- 1977 : Ces oiseaux de feu de Philippe Masliah
- 1978 : Plages sans suites de Jean Marc Turine
- 1978 : Piccole labbra de Mimmo Cattarinich
- 1978 : Mardi et mercredi de Nadine Alcan
- 1979 : La Brune et moi de Philippe Puicouyoul
- 1980 : Cauchemar de Noël Simsolo
- 1980 : Stridura d'Ange Leccia (court métrage)
- 1980 : Quartet de James Ivory
- 1980 : Le Pont du Nord de Jacques Rivette
- 1980 : 44 ou les récits de la nuit de Moumen Smihi
- 1980 : Paris s'en va de Jacques Rivette
- 1980 : Lettre de fusillés de Frank Cassenti
- 1981 : L'Amour des femmes de Michel Soutter
- 1982 : Chassé-croisé d'Arielle Dombasle
- 1982 : La Vraie Histoire de Gérard Lechômeur de Joaquín Lledó
- 1983 : Clash de Raphaël Delpard
- 1983 : Surexposé (Exposed) de James Toback
- 1983 : Canicule d'Yves Boisset
- 1984 : Le Rapt de Pierre Koralnik
- 1987 : Un dieu rebelle (Es ist nicht leicht ein Gott zu sein) de Peter Fleischmann
- 1987 : Un bambino di nome Gesù (téléfilm) de Franco Rossi
- 1989 : L'Autrichienne de Pierre Granier-Deferre
- 1990 : La Fosse commune d'Alain Raoust
- 1990 : Céleste de Laurent Tuel
- 1990 : Massacres de Jean-Claude Roy
- 1990 : Clones d'André Almuro et Yves Pélissier
- 1991 : Lapsus de Cyril Huot et Jérôme Soubeyrand
- 1991 : Ange de Thierry Cervoni
- 1992 : Attendre le navire d'Alain Raoust
- 1993 : KL Transit de Stelios Pavlidis
- 1994 : Présumé suspect (Enas Ipoptos politis) de Stelios Pavlidis
- 1997 : Le Bassin de J.W. de João César Monteiro
- 1997 : Le Nègre de François Lévy-Kuentz
- 1998 : Marrakech Express (Hideous kinky) de Gillies MacKinnon

### Acteur de télévision
- 1961 : Flore et Blancheflore de Jean Prat
- 1963 : Une affaire de famille (Les Cinq Dernières Minutes, saison 1, épisode no 29) de Jean-Pierre Marchand
- 1966 : Les Compagnons de Jéhu de Michel Drach
- 1978 : Les Grandes Conjurations : Le Tumulte d'Amboise de Serge Friedman
- 1979 : Madame Sourdis de Caroline Huppert
- 1981 : Les Enquêtes du commissaire Maigret d'Yves Allégret (série télévisée), épisode : Une confidence de Maigret
- 1981 : Histoires extraordinaires d'Alexandre Astruc (série) (épisode La chute de la maison Usher, d'après Edgar Allan Poe)
- 1982 : Deuil en vingt-quatre heures de Frank Cassenti
- 1982 : La Steppe de Jean-Jacques Goron
- 1983 : Par ordre du Roy de Michel Mitrani
- 1983 : Il faut marier Julie de Marc Marino
- 1983 : L'Homme de la nuit de Juan Luis Buñuel
- 1983 : L'Étrange Château du docteur Lerne de Jean-Daniel Verhaeghe
- 1984 : Les Aventures du jeune Patrick Pacard de Gero Erhardt
- 1984 : Christmas Carol de Pierre Boutron
- 1985 : L'Histoire en marche: Le Serment de Roger Kahane
- 1985 : Une femme innocente de Pierre Boutron
- 1989 : Une femme tranquille de Joyce Buñuel
- 1989 : Manon Roland d'Édouard Molinaro
- 1994 : L'Aquila della notte de Cinzia Th. Torrini
- 1998 : Le Goût des fraises de Frank Cassenti

## Théâtre
- 1961 : Procès aux Templiers de Jean-Claude Eger, mise en scène de Jean-Pierre Kalfon
- 1962 : Les Play Girls de Marc'O, mise en scène de l'auteur.
- 1963 : Le Printemps de Marc'O, mise en scène de l'auteur, Théâtre Récamier
- 1964 : Il faut passer par les nuages de François Billetdoux, mise en scène Jean-Louis Barrault, Théâtre de l'Odéon
- 1965 : Les Bargasses de Marc'O, mise en scène de l'auteur, Théâtre Édouard VII, Studio des Champs-Élysées
- 1966 : Les Idoles de Marc'O, mise en scène de l'auteur, Bobino
- 1974 : Isabella Morra de Pieyre de Mandiargues, mise en scène Jean-Louis Barrault, Théâtre d'Orsay[7]
- 1973 : Le Creux de la vague de Marc'O, mise en scène de l'auteur
- 1975 : Le Triangle frappe encore de Marc'O, mise en scène de l'auteur, Théâtre national de Chaillot
- 1977 : Héliogabale, d’après Antonin Artaud, ballets du XXe siècle de Maurice Béjart : le poète
- 1981 : La Tour de la Défense de Copi, mise en scène Claude Confortès, Théâtre Fontaine
- 1986 : Soleil de Henri Mitton, mise en scène Jean-Pierre Granval avec la voix off de Madeleine Renaud et le film du même nom de Pierre Clementi, Théâtre du Rond-Point
- 1987 : Richard III de William Shakespeare, mise en scène et avec Francis Huster, Théâtre du Rond-Point
- 1989 : Marat-Sade de Peter Weiss mise en scène de Gérard Gelas, Compagnie du Chêne Noir, Opéra d'Avignon[8]
- 1989 : Bartleby d'après Herman Melville, mise en scène René Dupuy, Théâtre du Tourtour
- 1992 : Chronique d'une mort retardée (auteur et mise en scène), Théâtre « Le rouge et le noir »(Nice), Théâtre du Tourtour (Paris)
- 1997 : Chronique d'une mort retardée (auteur et mise en scène), Théâtre des Roues (reprise au Festival d'Avignon)

## Publications

### Ouvrage
- Quelques messages personnels, 1973 ; réédition, Gallimard, 2006,  (ISBN 978-2-07-030748-7)
  - (it) Pierre Clémenti (trad. Simone Benvenuti), Pensieri dal carcere, Il Sirente, 2007 (ISBN 9788887847123)
  - (es) Pierre Clémenti (trad. Diego Luis Sanromàn), Algunos Mensajes Personales, Pepitas de calabaza , 2017  (ISBN 9788415862840)
  - (en) Pierre Clémenti (trad. Claire Foster), A Few Personal Messages, Small Press, 2022 (ISBN 9781734838213)